# Alexander Fraser
Alexander Fraser (... – Perth, 11 agosto 1332) è stato un nobile e cavaliere medievale scozzese.

## Biografia
Apparteneva al clan Fraser. Non molto è noto di lui, se non che deteneva dei feudi nella zona di Perth e che era fedele a re Roberto I di Scozia, al punto che ricevette da lui varie baronie (Cowie, Cluny e Kinnaird) e ne sposò la sorella Mary Bruce.
Dal 1319 al 1326 fu Lord Ciambellano di Scozia. Quando Edoardo Balliol invase la Scozia facendo scoppiare la seconda guerra d'indipendenza scozzese, fu proprio sulle terre di Fraser che venne combattuta la battaglia di Dupplin Moor. Lo scontro fu una disfatta scozzese, e lo stesso Fraser vi perse la vita.

## Discendenza
Dal suo matrimonio con Mary Bruce ebbe due figli:
- John Fraser (1316-1335);
- William Fraser (?-1346), ucciso alla battaglia di Neville's Cross.